# Abbaye Notre-Dame de Bonlieu de Carbon-Blanc
Pour les articles homonymes, voir Abbaye de Bonlieu.
L'abbaye de Bonlieu (latin Bonus-locus) (nommée parfois aussi de Carbon-Blanc, anciennement appelée de Grolles, ou encore Ris-d'Agneau (latin Risus-agni)) est une ancienne abbaye cistercienne, créée au XIIe siècle, fermée à la Révolution française, située dans la commune de Sainte-Eulalie, en Gironde.

## Historique

### Fondation
L'abbaye doit sa naissance à la volonté de Gaston de Montferrand qui, en 1141, demande à un certain Sicaire, moine cistercien de Jouy, de fonder l’abbaye de Bonlieu. Cette fondation intervient le 24 octobre de cette même année 1141, et Sicaire devient le premier abbé de Bonlieu. 
L'abbaye est construite dans l'Entre-deux-Mers, à moins d'une dizaine de kilomètres au nord-est de Bordeaux, non loin du château seigneurial de Lormont (Laureus-Mons) et de la Garonne. Les terres sur lesquelles les moines s'installent sont agréables et fertiles, mais incultes et servent de repaires à des « brigands, quêteurs de chemin, larrons, meurtriers et autres manières de gens useux de mauvaises vies ». La charte de fondation  précise que les cisterciens défricheront les terres qui leur sont allouées et construiront non seulement l'abbaye, mais encore une chapelle et un hôpital, ce dernier étant destiné en particulier à accueillir des lépreux.

### Développement médiéval
L'abbaye de Bonlieu ne connut jamais un développement important, ne fondant pas d'abbaye-fille ni ne comptant plus que vingt moines. Néanmoins, sous la protection des barons de Montferrand et d'Aliénor d'Aquitaine, ils développèrent l'abbaye suivant les principes du travail cistercien : culture des champs, aménagement de la vallée et de la rivière (le Gua en l'occurrence), artisanat (distillerie). C'est autour de cette abbaye que se bâtit petit à petit le bourg de Carbon-Blanc,.

### Décadence et réparations sous la commende
Des réparations importantes sont faites sur l'abbaye pendant la période de la commende. En 1729, un mémoire est publié à cet effet par le Grand Conseil. Juste avant la Révolution, il n'y avait plus que trois moines à l'abbaye ; seule la bibliothèque gardait une certaine renommée.

### Dissolution à la Révolution
La communauté des moines de l'abbaye de Bonlieu de Carbon-Blanc est dissoute à la Révolution, et l'établissement, déclaré bien national, est vendu.
Aujourd'hui encore, les bâtiments subsistants de l'abbaye demeurent une propriété privée. Le domaine est inventorié notamment au titre de son parc sur lequel est intervenu l'architecte paysagiste Louis-Bernard Fischer.

## Liste des abbés
Source : La liste des abbés de Notre-Dame de Bonlieu de Carbon-Blanc est établie principalement, sauf mention contraire en note, selon Honoré Fisquet, La France pontificale, etc., op. cit. infra, elle-même essentiellement reprise de la Gallia Christiana jusqu'en 1720, année de parution du tome 2 de ladite Gallia Christiana. Les noms figurant entre parenthèses en latin sont ceux donnés par la Gallia Christiana.
Les abbés dont le numéro du rang est en violet étaient également évêques ou archevêques.
| Abbés réguliers :      |  |                                    |                                                                         | |
| 1                      |  | 24 octobre 1141 - † 1162           | Bienheureux Sicaire (ou Sichaire, ou Sicard, lat. Sicarius ou Sicardus) | Fondateur et premier abbé de l'abbaye. Auparavant moine de l'abbaye Notre-Dame de Jouy. Il fut inhumé à l'abbaye. Son tombeau était, dit-on, témoin de nombreux miracles. |
| 2                      |  | ment. 1180                         | David                                                                   | Mentionné comme abbé de Ris-d'Agneau en tant que témoin dans une charte de 1180 de Guillaume Ier Le Templier, archevêque de Bordeaux. |
| 3                      |  | ment. 1213                         | B...                                                                    | Cet abbé dont on ne connaît que l'initiale exerça sa fonction à l'époque où Élie Rudel, ancien seigneur de Bergerac et de Gentiac, et Géraude, sa femme, concédèrent divers biens au monastère. |
| 4                      |  | ment. 1228                         | Leteric (lat. Letericus)                                                | Mentionné dans une charte de l'abbaye Notre-Dame de Jouy. |
| 5                      |  | ment. 1231, 1256                   | W...                                                                    | Selon la Gallia Christiana, cet abbé pourrait se prénommer Willelmus, c'est-à-dire Guillelmus, Guillaume. Le pape Innocent IV confirma la troisième année de son pontificat, soit en 1246, des donations faites à l'abbaye. |
| 6                      |  | ment. 1270, 1286                   | Gilebert (lat. Gilebertus)                                              | Également mentionné en 1272. |
| 7                      |  | ment. septembre 1294               | Arnaud Ier (lat. Arnaudus, ou Arnaldus)                                 | Mentionné en septembre 1294 dans un document conservé dans le cartulaire de l'abbaye Saint-Magloire de Paris, selon Étienne Baluze. |
| 8                      |  | ment. 1297                         | Nobli (lat. Noblius)                                                    | |
| 9                      |  | 1307 - ment. 1318                  | Arnaud II Gombaud (lat. Arnaudus Gombaud)                               | Élu en 1307. Également mentionné en 1308 et 1312. Il rencontra l'archevêque de Bordeaux Arnaud IV de Canteloup. |
| 10                     |  | ment. 1320, 1321                   | Albéric (lat. Albericus)                                                | |
| 11                     |  | ment. 1325, 1329                   | Pierre Marsen (lat. Petrus Marsen)                                      | |
| 12                     |  | ment. 1336, 1338                   | Guillaume Ier (lat. Guillelmus)                                         | |
| 13                     |  | ment. 1345                         | Arnaud III (lat. Arnaudus)                                              | |
| 14                     |  | ment. 1351, 1366                   | Guillaume II de Banas (lat. Guillelmus de Banas)                        | Également mentionné en 1354 et 1361. L'année 1366 est mentionnée par Claude Estiennot de la Serrée. |
| 15                     |  | ment. 1371, 1400                   | Giraud d'Aiguillon (lat. Giraudus d'Aguillon)                           | Il est mentionné dans l'histoire de l'abbaye dès 1364, date à laquelle il était peut-être associé par Guillaume II de Banas au gouvernement du monastère. En toute hypothèse, il est mentionné comme abbé de manière certaine en 1371, 1382, 1391, 1395 et encore en 1400. C'est à sa demande que l'archevêque de Bordeaux, Raimond-Bernard de Roqueis (1380-1384), unit à l'abbaye, ruinée par les guerres, l'église Saint-Pierre de Bassens. Il ne restait en effet à cette époque que sept moines au sein de l'abbaye. |
| 16                     |  | ment. 1409, 1425                   | Jean Ier de la Combe (lat. Johannes de Comba, ou de Coma)               | Également mentionné en 1414, 1416 et 1419. |
| 17                     |  | ment. 1426, 1432                   | Raimond Falqueyron (lat. Raimundus Falqueyron)                          | Également mentionné en 1427, 1428 et 1429. |
| 18                     |  | ment. 1433, 1439                   | Jean II de Lernach (lat. Johannes de Lernach)                           | |
| 19                     |  | ment. 1439                         | Jean III Fengin (lat. Johannes Fengin)                                  | |
| 20                     |  | ment. 1445, 1446                   | Étienne Ier Dumas (ou Étienne du Mas, lat. Stephanus du Mas)            | |
| 21                     |  | ment. 1461                         | Matelin Amelin (ou Esmelin, lat. Matelinus Amelin)                      | |
| 22                     |  | ment. 1465, 1504                   | Godefroi de Montferrand (lat. Godifer de Montferrand)                   | Également mentionné en 1491. |
| 23                     |  | ment. 1516, 1522                   | Sébastien Ier Biret (lat. Sebastianus Biret)                            | Dernier abbé régulier. Confirmé par Jean, abbé de Jouy. Également mentionné en 1519. |
| Abbés commendataires : |  |                                    |                                                                         | |
| 24                     |  | ment. 1530, 1540                   | Bertrand de Belcier (lat. Bertrandus de Belcier)                        | Premier abbé commendataire. |
| 25                     |  | ment. 1560 - † 1595                | Antoine Duprat (ou du Prat, lat. Antonius du Prat)                      | Il était l'arrière-petit-fils du chancelier de France, puis cardinal Antoine Duprat, archevêque de Sens, évêque d'Albi et évêque de Meaux, le petit-fils du prévôt de Paris Antoine Duprat (premier du nom) et le fils du prévôt de Paris Antoine Duprat (second du nom, qui succéda à son père dans cette charge), les trois étant seigneurs successifs de Nantouillet. Sa mère était Anne de Barbençon, dame d'honneur de Catherine de Médicis. Également mentionné comme abbé de Carbon-Blanc en 1571.                 |
| 26                     |  | vers 1595 - † 30 janvier 1597      | Sébastien II de la Forestie (lat. Sebastianus de Forestie)              | Il était aumônier de la reine-mère. Il mourut à Bordeaux et fut inhumé dans l'abbatiale de Carbon-Blanc. Son épitaphe était : Hic jacet Sebastianus de la Forestie consil. et eleemosynarius olim reginae matris regum, hujusce monasterii abbas. Obiit Burdigalae in castro Podii-Paulini 30. Jan. 1597. Anima ejus requiescat in pace. |
| 27                     |  | ment. 1610, 1622                   | Jacques Martin de Belle-Assise (lat. Jacobus Martin)                    | Deuxième fils de Jean Martin, Président Trésorier Général de France pour la Guyenne, il naquit en 1579. Il fut nommé évêque de Vannes le 8 décembre 1599 et garda son siège épiscopal jusqu'en 1622. Il permuta cette année-là ce siège avec celui d'abbé de Paimpont, dont le titulaire était alors Sébastien de Rosmadec. Il mourut à Paris deux ans plus tard, le 12 janvier 1624, alors qu'il préparait un pèlerinage à Rome. On l'inhuma dans l'église des Célestins, près de la chapelle d'Orléans.                 |
| 28                     |  | ment. 1630                         | N... Maurice                                                            | |
| 29                     |  | ment. 1634, 1660                   | Bernard Ier de Pichon (lat. Bernardus de Pichon)                        | |
| 30                     |  | vers 1660 - vers 1661              | N... Defiot                                                             | Abbé pendant deux années. |
| 31                     |  | vers 1661 - † 1673                 | Guillaume III de Malartic (lat. Willelmus de Malartic)                  | Abbé régulier pendant huit années, puis abbé commendataire pendant quatre années. Il réforma l'abbaye en 1666 afin d'établir plus strictement la règle cistercienne. |
| 32                     |  | 1673 - 1675                        | N... Dujac                                                              | Il se démit deux ans après avoir été nommé abbé commendataire. Il mourut la même année que sa démission, en 1675. |
| 33                     |  | 6 mars 1675 - ment. 1679           | Joseph Ier Élian (lat. Josephus Ælian)                                  | |
| 34                     |  | ment. 1680 - † 5 mai 1695          | Mathias Charlan (lat. ib.)                                              | Il mourut à Rome. |
| 35                     |  | 8 septembre 1695 - ?               | Bernard II Belot (lat. Bernardus Belot)                                 | Il était également abbé commendataire de Pleine-Selve et abbé commendataire de Madion. |
| 36                     |  | 8 janvier 1721 - ?                 | Gilles Gonault                                                          | Ancien chapelain du roi. |
| 37                     |  | 1740 - † 5 septembre 1757          | Joseph II de Meyère                                                     | Il était également abbé commendataire de Bonnefont. Il mourut à Rome, âgé de 48 ans. |
| 38                     |  | novembre 1757 - † 2 septembre 1781 | Nicolas-Alexis Guérin                                                   | Il mourut chanoine à Coutances, à l'âge de 63 ans. |
| 39                     |  | 11 novembre 1781 - 1791            | François de Bovet                                                       | Dernier abbé de Bonlieu. Il naquit à Grenoble le 21 mars 1745. Prévôt et vicaire général d'Arras, il fut sacré évêque de Sisteron le 19 septembre 1789. Contraint d'émigrer pendant la Révolution, il rentra en France en 1814. Archevêque de Toulouse en 1817, il se démit de ce siège en 1820. Nommé la même année chanoine du chapitre de Saint-Denis, il mourut à Paris le 6 avril 1838. |

## Sources et bibliographie
- Notices d'autorité :   - VIAF
- Ressource relative à l'architecture :   - Mérimée

 : document utilisé comme source pour la rédaction de cet article.
- (la) Ouvrage collectif des moines bénédictins de la Congrégation de Saint-Maur, « Gallia Christiana etc. », tome 2 relatif aux provinces ecclésiastiques de Bourges et de Bordeaux, colonnes 890 et 891 consacrées à l'abbaye Notre-Dame de Bonlieu (ou Carbon-Blanc), Imprimerie royale, Paris, 1720.
- Honoré Fisquet, « La France pontificale (Gallia christiana), histoire chronologique et biographique des archevêques et évêques de tous les diocèses de France depuis l'établissement du christianisme jusqu'à nos jours, divisée en 18 provinces ecclésiastiques », tome relatif à l'archidiocèse de Bordeaux, pages 662 à 664 consacrées à l'abbaye Notre-Dame de Carbon-Blanc, Éditions Repos, Paris, 1864-1874.